# Aedes idanus
Aedes idanus är en tvåvingeart som beskrevs av Schick 1970. Aedes idanus ingår i släktet Aedes och familjen stickmyggor. Inga underarter finns listade i Catalogue of Life.